# Afrique au XIXe siècle

Cet article concerne l'Histoire de l'Afrique au XIXe siècle et en décrit la situation. Le continent y est colonisé essentiellement par le Royaume-Uni, la France et le Portugal. Dans sa partie tropicale, la quinine permet l'installation de leurs ressortissants sans avoir trop de pertes par maladie contagieuse.
Quatre millions d’esclaves noirs sont déportés par les Européens vers l’Amérique au cours du siècle.

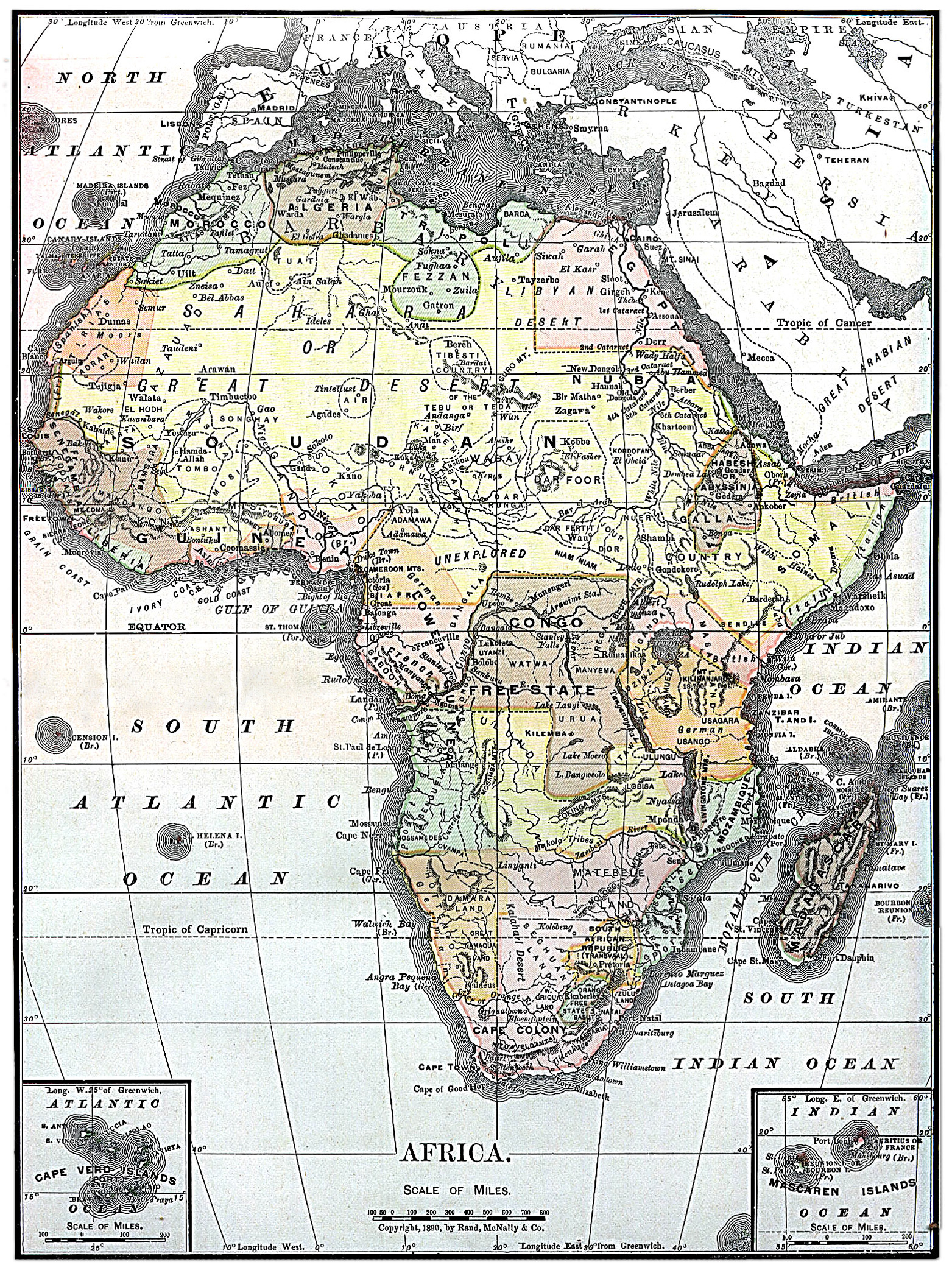
L'Afrique en 1890 (carte en anglais)

## L'Afrique du Sud
Les Britanniques rachetèrent la colonie du Cap aux Hollandais en 1814, provoquant le mécontentement des populations Boers (colons d'origine hollandaise).
- Après la suppression de l'esclavage en 1833, les Boers immigrent vers de nouveaux territoires au nord (Transvaal et Orange), pour former de nouvelles républiques.
- La colonie du Cap est dotée d'un régime constitutionnel en 1854.
- En 1877, les Britanniques annexent le Transvaal provoquant une première guerre avec les Boers.
- À partir de 1896, les tensions aboutissent à une nouvelle guerre avec les Boers.

## Algérie
Après un premier échec en 1815, la France commence la conquête des côtes en 1830. Cette conquête va durer plus de 15 ans, avec une farouche résistance menée par l'émir Abd El-Kader
partir de 1848, les Français s'efforcent de conquérir les territoires du Sud et ceux de la Kabylie, et organisent administrativement le pays. Les insurrections continueront jusqu'en 1881.
Après 1879, le territoire connaît une forte immigration de populations européennes (français notamment alsaciens et espagnols). Ils seront appelés « Pieds noirs »

## Angola
Les territoires de l'Angola, sont une colonie portugaise depuis la fin du XVe siècle, mais ce siècle va connaître, après le congrès de Berlin, une forte consolidation de la présence portugaise.

## Bénin(ex-Dahomey)
Les Français deviennent très présents sur le territoire du Bénin à partir de 1850, : traité de 1851, cession du territoire de Cotonou en 1868 et protectorat en 1880.

## Botswana
Des missionnaires britanniques sont arrivés sur ce territoire dès 1820. Ils s'intégrèrent très bien et lorsque le territoire fut menacé par les Boers, ils obtinrent l'accord du roi pour transformer le territoire, en allié du Royaume-Uni, puis en protectorat.
Dès 1897, une ligne de chemin de fer relia la capitale au Cap.

## Haute-Volta(actuelBurkina Faso)
À partir de 1896, les Français entreprennent la conquête du territoire car les royaumes Mossi sont affaiblis, et ils craignaient l'arrivée des britanniques.

## Burundi
Depuis plusieurs siècles le territoire était soumis à un système monarchique féodal, dont la population était structurée en clans et en catégories socioprofessionnelles, étonnamment qualifiées de castes par les uns ou d'ethnies, voire de races, par les autres, dans lequel les populations (Hutu, Tutsi et Twa, si l'on se restreint aux analyses socioprofessionnelles, en faisant abstraction des réalités claniques) étaient dominées politiquement par une lignée princière : les Ganwa.
Au début du XIXe siècle, le roi du Burundi Ntare II agrandit son royaume, mais à sa mort, le pays est partagé entre ses deux fils. Il annexe le Bugesera vers 1800, l’Imbo et le Bushi vers 1820, le Buyogoma et le Bugufi vers 1840-1845.
Dans les années 1880 et 1890, le Burundi est colonisé par les Allemands et intégré avec le Rwanda à l'Afrique orientale allemande. Ce pays fait aussi partie de ce qu'on appelle l'Afrique des Grands Lacs.

## Cameroun
Dès le XVIIe siècle, des commerçants européens avaient établi des comptoirs commerciaux tout au long de la côte du territoire des Doualas pour le très lucratif commerce de l'ivoire, des bois précieux et des esclaves noirs.
À partir de 1827, les Britanniques commencent à s'intéresser à ce territoire et fondent des comptoirs commerciaux (1845). À partir de 1847, le royaume Bamoun doit lutter contre l'avancée des peuples Peuls.
À partir de 1860, les Allemands s'intéressent aussi au territoire et partent explorer l'intérieur des terres avec Gustav Nachtigal, qui signe une série de traités avec les tribus, établissant de fait un protectorat allemand confirmé au congrès de Berlin en 1885. Les Allemands créent de grandes plantations (cacao, palmiers, hévéas), bâtissent des routes, une voie ferrée et le port de Douala.

## Cap-Vert
Les îles sont possessions du Portugal depuis l'an 1460, et sont une escale importante sur la route du Brésil et un important centre de traite des esclaves noirs en partance pour les Amériques.
De 1831 à 1833, une terrible sécheresse s'abat sur l'archipel, causant la mort de 30 000 personnes.
L'esclavage est définitivement aboli en 1866 alors qu'une grande partie de l'économie est fondée sur l'exploitation des esclaves dans les grands domaines. À partir de 1879, une grave crise économique provoque une très importante émigration et l'archipel se dépeuple.

## Centrafrique
Arrivée à partir de 1800 environ de groupes de populations qui s’établissent sur l’Oubangui et le moyen Congo, qui comprennent surtout les Bobangis. Ils vivent de l’exploitation intensive des ressources du fleuve et donnent une impulsion au commerce (esclaves et ivoire principalement).
Le territoire est ravagé par la recherche et la traite des esclaves noirs, et en particulier le pays des Bandas subit les nombreuses razzias des Arabes du Bahr al-Ghazal.
Après 1885 et la venue d'explorateurs belges, le territoire est partagé entre la Belgique et la France, avec le fleuve Oubangui comme frontière. Le pays sera livré à des sociétés concessionnaires qui soumettront les populations au travail forcé.

## Archipel des Comores
L'archipel est placé sous protectorat français en 1886. Il fut pendant longtemps une étape de la traite orientale.

## Congo-Brazzaville
À l'arrivée des premiers Européens, en 1482, il existait le royaume de Loango. La traite des noirs, des guerres et l'activité des missionnaires vont affaiblir le royaume puis le détruire. Les populations vont avoir tendance à suivre des sectes comme celle des Antoniens.
À partir de 1879 le Français Pierre Savorgnan de Brazza explore le territoire et signe des traités plaçant le pays sous protectorat français. Le congrès de Berlin en fixera les frontières. La colonisation est marquée par l'implantation de compagnies concessionnaires qui exploite les fabuleuses richesses naturelles grâce au travail forcé qui va tuer plus de 300 000 personnes en vingt ans.

## Congo Kinshasa(ex-Zaïre)
C'est un pays immense et très diversifié, au niveau des peuples, des langues, des cultures et des richesses naturelles. Il fut créé de toutes pièces par les Belges à partir de royaumes préexistants :
- le royaume du Kongo vers la côte atlantique ;
- le royaume Kuba sur les provinces du Kasaï occidental et du Lulua ;
- le royaume Luba sur la province du Katanga.

Tous ces royaumes étaient le théâtre d'un très important commerce depuis la côte vers les provinces les plus lointaines. À partir du XVIe siècle, le pays fut ravagé par les razzias des Arabes, toujours à la recherche d'esclaves. Pour y échapper des tribus adoptèrent l'Islam comme religion.
Au XIXe siècle, des « princes marchands » africains comme M'Siri dans les années 1850 au Katanga, ou Tippoo-Tip dans les années 1860 à l'ouest du Lac Tanganyika, établissent de véritables royaumes, mais aussi comme le royaume Zandé et le royaume Mangbetu.
Les premières grandes explorations européennes eurent lieu dans les années 1870 derrière le britannique Henry Morton Stanley. En 1881, il fonde la ville de Léopoldville en l'honneur du roi des Belges, pour le compte duquel il travaillait. Le congrès de Berlin créa l'État Indépendant du Congo déclaré propriété personnelle du roi des Belges, Léopold II.
Les agents de l'État indépendant du Congo (majoritairement des Belges mais on y retrouve aussi des Scandinaves, des Italiens et des ressortissants de la plupart des pays européens) matèrent avec brutalité les nombreuses résistances et brisèrent les États des princes-marchands, sous prétexte de lutte contre l'esclavage.

## Côte d'Ivoire
Les Français établis depuis le début du XVIIIe siècle sur les côtes du territoire, se retrouvent dans la seconde moitié du siècle en rude compétition avec les Britanniques, établis sur la Côte de l'Or (Ghana), pour le contrôle de la région. La culture du café est introduite en 1882 par les colonisateurs.
De 1882 à 1897, les Français se lancent à la conquête de l'intérieur des terres, mais se heurtent à la résistance des forces de Samory Touré armées de fusils par le soin des Britanniques. Le conflit dévasta toute la région et ne se termina réellement qu'en 1904.

## Djibouti
Des explorateurs français parcoururent le territoire dès 1837 et le traité d'Obock signé en 1862 établit un protectorat français sur ce petit mais stratégique pays. Le vaste port en eau profonde de Djibouti fut fondé en 1888 et devint le port et le débouché naturel de l'Éthiopie.
En 1898 fut créée la colonie sous le nom de Côte française des Somalis.

## Égypte
Après l'expédition de Bonaparte de 1798 à 1801, qui brisa les chaînes ottomanes, le gouverneur Méhémet Ali fonde l'Égypte moderne et régna de 1805 à 1848. Durant son règne de nombreux Français participèrent à la modernisation du pays.
De 1854 à 1869 la réalisation du grand projet du canal de Suez par Ferdinand de Lesseps va changer la carte du monde. Par la suite, les Britanniques deviennent actionnaires majoritaires du canal en achetant aux Français 51 % des parts. Le contrôle du canal se fait désormais sous administration britannique. En 1882 l'armée britannique débarquera en Égypte pour permettre aux Britanniques de contrôler cette nouvelle voie maritime devenue hautement stratégique.

## Érythrée
Lointaine province ottomane, les côtes du territoire sont occupés à partir de 1885 par des troupes italiennes et connaissent un semblant de colonisation.

## Éthiopie
Le siècle naissant trouve un pays morcelé, dont l'Église éthiopienne est la seule source d'unification, et dont l'ennemi extérieur principal est l'Égypte, qui lance une attaque en 1875, alors que les côtes de la Mer Rouge sont la convoitise depuis l'ouverture du Canal de Suez, des Italiens, des Britanniques et des Français.
Après s'être emparés des ports de Assab en 1872 et de Massaoua en 1885, les Italiens revendiquent en 1889 un protectorat sur tout le territoire éthiopien. Les troupes italiennes finissent par être vaincues par les troupes éthiopiennes en 1895, et l'Italie reconnaît l'indépendance de l'Éthiopie.

## Gabon
Installés sur la côte dès 1839, les Français et leurs missionnaires étendent leur influence, et Libreville est fondée en 1849.
Durant la seconde moitié du siècle, les territoires de l'intérieur sont explorés et des accords sont signés avec les peuples du Sud-Est. Entre 1875 et 1885, Pierre Savorgnan de Brazza explore l'Ogooué et atteint le fleuve Congo.
À partir de 1886, le pays devient colonie française, de vastes concessions sont accordées et l'exploitation de l'Okoumé commence.

## Gambie
Dès 1816, les Britanniques occupent ce petit territoire enclavé dans le Sénégal, et les Français n'arriveront pas à les déloger. Après 1889 et un accord avec la France, le pays devient en 1894 un protectorat britannique.

## Ghana
Depuis le siècle précédent, les Britanniques dominent ce territoire, occupé par le peuple Fanti sur la côte.
Les Ashantis et leur florissants commerces en particulier celui des esclaves occupent l'intérieur des terres. En 1807 la traite des esclaves est abolie par le Parlement britannique. Durant tout le siècle, les Achanti résistent farouchement aux Britanniques, progressent vers la côte et menacent les forts européens.
De la fin du XVIIIe siècle au XIXe siècle, le royaume achanti évolue d’une structure confédérale plutôt lâche (Amanto) vers un État fortement organisé et centralisé (Kotoko). L’asantehene gouverne avec l’avis du Haut conseil (Asantemanhuia), composé de grands notables de Kumasi et de dignitaires des différentes provinces, réunit une fois par an. Il est doublé par un Conseil privé, très restreint. L’appareil administratif se développe. Le royaume est constitué d’une région métropolitaine (Asante) autour de Kumasi, entourée des Provinces intérieures, soumises au XVIIIe siècle et administrées directement, et de Provinces extérieures, dont les populations autonomes payent tribut à Kumasi. La cohésion de l’ensemble est assurée par l’Odwira, « fête de l’igname », tenue une fois par an, qui sert à la fois de haute cour de justice, d’assemblée politique suprême et de cérémonie religieuse où les prérogatives de l’asantehene sont réaffirmées.
Durant le XIXe siècle, la politique à tenir tête aux Britanniques divise la classe dirigeante achantie en deux factions, les partisans de la paix et ceux de la guerre. Les rois Osei Bonsu, Kwaku Dua Ier, Mensa Bonsu Kumaa, Kwaku Dua II favoriserons la négociation, Osei Yaw et Kofi Kakari mèneront une politique belliqueuse.
En 1850 les Britanniques rachètent les forts danois et en 1871 ceux de la Hollande. Le territoire est déclaré colonie en 1874, et les Britanniques soumettront les territoires intérieurs, annexés en 1901.

## Guinée
La grande majorité des populations du territoire sont islamisées dès le milieu du siècle, à l'exception des royaumes de la Guinée forestière.
Dans le dernier tiers du siècle, la Guinée subit la poussée colonisatrice des Français qui, à partir de Tombouctou et du Lac Tchad, font la conquête du territoire et le déclarent colonie française en 1891, malgré une forte résistance menée par Samory Touré et par les peuples de la forêt. En 1898 le pays est entièrement soumis et les territoires du haut-Niger sont aussi annexés en 1899.

## Guinée-Bissau
Des comptoirs européens existaient sur la côte, en particulier portugais. En 1879 le territoire devient colonie portugaise, mais subsistent un différend frontalier avec la France, réglé en 1886, et une certaine résistance des populations jusqu'en 1915.

## Guinée équatoriale
Le territoire est devenu espagnol depuis le traité du Prado en 1778 par lequel le Portugal cède les îles de Fernando Poo et le territoire du Rio Muni.
Les Espagnols mettent en valeur surtout la colonie de Fernando Poo en soumettant au travail forcé le peuple Bubi, malgré des révoltes.

## Kenya
Au début du siècle, sur la côte, le sultanat d'Oman, avec l'accord des Britanniques, fait la conquête des territoires Zenj situés au nord du cap Delgado, pour y établir des comptoirs commerciaux, fondés entre autres sur la traite des esclaves noirs, fait prisonniers à l'intérieur des terres et livrés aux commerçants arabes.
À partir de 1873, les Britanniques abolissent l'esclavage, et annexent peu à peu tout le Kenya, le transformant en colonie, officialisée en 1885. Ils construisent à partir de 1896 la ligne ferroviaire partant de Mombasa sur la côte vers le Lac Victoria et attirent des colons sur les meilleures terres.

## Lesotho
Des commerçants blancs s'installent sur le territoire dès le début du siècle.
Des années 1820 aux années 1860, le pays subit les raids zoulous, la poussée colonisatrice des Boers, pour finir sous protectorat britannique en 1868.

## Liberia
Jusqu'au début du siècle, la côte était surtout dévolue au commerce des esclaves. À partir de 1821, l'American Colonization Society obtient, des chefs locaux, des terres à l'embouchure du fleuve Saint-Paul, dans le but de favoriser le retour d'esclaves noirs américains sur le sol africain.
La première ville bâtie prend le nom de Monrovia en l'honneur du Président américain James Monroe. D'autres colonies s'installent sur la côte malgré l'opposition des populations autochtones qui se sentent exclues.
En 1841, Joseph Jenkins Roberts devient le premier gouverneur noir. En 1847, le nouveau pays adopte une constitution et devient une république indépendante et Roberts est son premier président. Le suffrage censitaire assure la domination politique des populations d'origine américaine.
Dans la seconde moitié du siècle, le Liberia essaye d'étendre son territoire vers l'intérieur des terres mais se heurte aux territoires des colonies européennes.

## Mali
L'avancée coloniale française sur le territoire de l’actuel Mali se déroule pendant la seconde moitié du XIXe siècle. L’armée coloniale avec Louis Faidherbe se heurte à la résistance de El Hadj Oumar Tall, notamment lors du siège du fort de Médine en 1857 et de Samory Touré capturé en 1898. En juillet 1891, le Soudan français est créé. Il devient la colonie du haut Sénégal Niger en 1904 pour reprendre son nom en 1920 après la création de la Haute-Volta. Le Soudan français est intégré à l’Afrique-Occidentale française en 1895.

## Ouganda
L’expansion du Buganda se poursuit au détriment du Bunyoro, par la soumission de royaumes tributaires (Busoga, Bwera, Buhaya, Kooki) ou de royaumes clients (Karagwe, Kiziba, Busubi, Buzinza). Des contacts étroits et fréquents se sont établis dès la fin du XVIIIe siècle entre le kabaka Kyabagou et les commerçants arabes et européens établis sur la côte orientale de l’Afrique. Les échanges s’intensifient sous les règnes de Semakokiro et de son successeur Suna II (mort en 1856).
Le déclin du Bunyoro se poursuit malgré la résistance du moukama Kamurasi (mort en 1869) aux empiétements du Bouganda.
Indépendance du Toro (Ouganda), ancienne province du Bunyoro. Le Toro contrôle les mines de sel de Katwe, des terres réputés pour leurs herbages et l’accès des routes conduisant à la côte swahili.
Le Buganda connaît au XIXe siècle une remarquable stabilité politique propice à l’expansion territoriale et à la l’hégémonie royale. Le pays possède une riche agriculture qui occupe principalement les femmes. Les hommes s’emploient pour partie dans l’artisanat (tissus, canots, constructions), fournissent les corvéables chargés d’entretenir le réseau routier ou s’engagent dans l’armée. Cette riche économie permet d’entretenir une bureaucratie nombreuse qui s’attache à renforcer l’État. Le pouvoir des kabaka est entretenu par des cérémonies et des rituels de cour très élaborés, par l’idéologie de la royauté sacrée et par le culte des lubale (esprits) avec lesquels le roi est censé être en relation permanente.
L’économie des royaumes de la région des Grands Lacs est axée sur l’agriculture avec les cultures du bananier (Buganda) et des céréales (éleusine, sorgho) associées à l’élevage bovin (Burundi). Les plantes américaines (haricot, maïs, manioc, patate douces, tabac), introduites à partir du XVIIe siècle, se généralisent et assurent une plus grande sécurité alimentaire. Le commerce, le plus souvent monopole royal, reste régional (sel gemme de Katwe, fer du Karagwe et du Bounyoro, tissus du Bouganda, café, tabac). La société des États interlacustres est divisée en classes complémentaires (Hima, Tutsi, Bairu, Hutu…), liées par des contrats de « clientèle » (ubuhake et ubuletwa au Rwanda).

## Rwanda
Pendant tout le XIXe siècle le Rwanda restera encore à l'écart de l'influence occidentale. Il semble connu à partir du milieu du XIXe siècle par des récits indirects et il est évoqué à la conférence de Berlin en 1885.
Les souverains du Rwanda (Yuhi IV Gahindiro, Mutara II Rwogera et Kigeli IV Rwabugiri, mort en 1895) consolident les conquêtes de leurs prédécesseurs. L’expansion est préparée par des réformes permettant une maîtrise plus grande de l’espace : établissement de camps militaires permanents et création de commandement militaires dans les régions frontalières.
Il n'est pénétré qu'en 1894 par Gustav Adolf von Götzen, officier allemand qui établira les premiers contacts avec le roi du Rwanda.
Comme le Burundi, son faux jumeau, le Rwanda est à l'époque une monarchie de type féodal. Mais son organisation sophistiquée suscitera l'étonnement chez les premiers colons. Dès le début, des théories de mouvements de populations africaines non confirmées vont entraîner des contresens tenaces dans la compréhension de ce pays. Elles sont probablement inspirées de quelques découvertes ponctuelles dans des régions assez proches, et abusivement généralisées au Rwanda, sans doute à cause de préjugés raciaux contemporains qui n'admettaient pas que des Africains puissent avoir une civilisation élaborée. On considéra ainsi la catégorie dominante de la population rwandaise comme des nègres blancs, des métis, ce qui renforça le contresens initial.

## Soudan
Vers 1800, les autorités égyptiennes exercent une souveraineté pleine et entière jusqu’à la première cataracte. Entre la première et la troisième cataracte, se trouvent les pays appelés par les Turcs Berberistan et As-Saïdi par les Arabes, placés sous la direction d’un gouvernement reconnaissant l’autorité du khédive. Au-delà s’étendent les domaines du sultan de Foundj et les pays connus sous le nom de Nubie, Sennar ou Abyssinie. La frontière de la langue arabe et de l’islam s’enfonce jusqu’aux bordures méridionales du royaume du Darfour et du Foundj.
Le commerce entre le Soudan et l’Égypte passe par les routes de Siwa à l’ouest, de Sennar le long du Nil et du Darfour par le darb al-arbain (route des quarante jours). Il est dominé à la fin du XVIIIe siècle par les jallaba, qui revendent les marchandises soudanaises à des intermédiaires pour le marché égyptien ou pour l’exportation. Il régresse après l’occupation française de l’Égypte (1798-1801) et à l’anarchie qui en résulte, pour repartir à partir de 1813. Il est principalement axé sur le trafic négrier. Au cours de la seconde moitié du XIXe siècle, les Britanniques s'assureront la conquête et le contrôle du Soudan.